# Cynanchum pedunculatum
Cynanchum pedunculatum är en oleanderväxtart som beskrevs av Robert Brown. Cynanchum pedunculatum ingår i släktet Cynanchum och familjen oleanderväxter. Inga underarter finns listade i Catalogue of Life.